# Saint-Romans-des-Champs
Saint-Romans-des-Champs is een gemeente in het Franse departement Deux-Sèvres (regio Nouvelle-Aquitaine) en telt 169 inwoners (1999). De plaats maakt deel uit van het arrondissement Niort.

## Geografie
De oppervlakte van Saint-Romans-des-Champs bedraagt 4,1 km², de bevolkingsdichtheid is 41,2 inwoners per km².

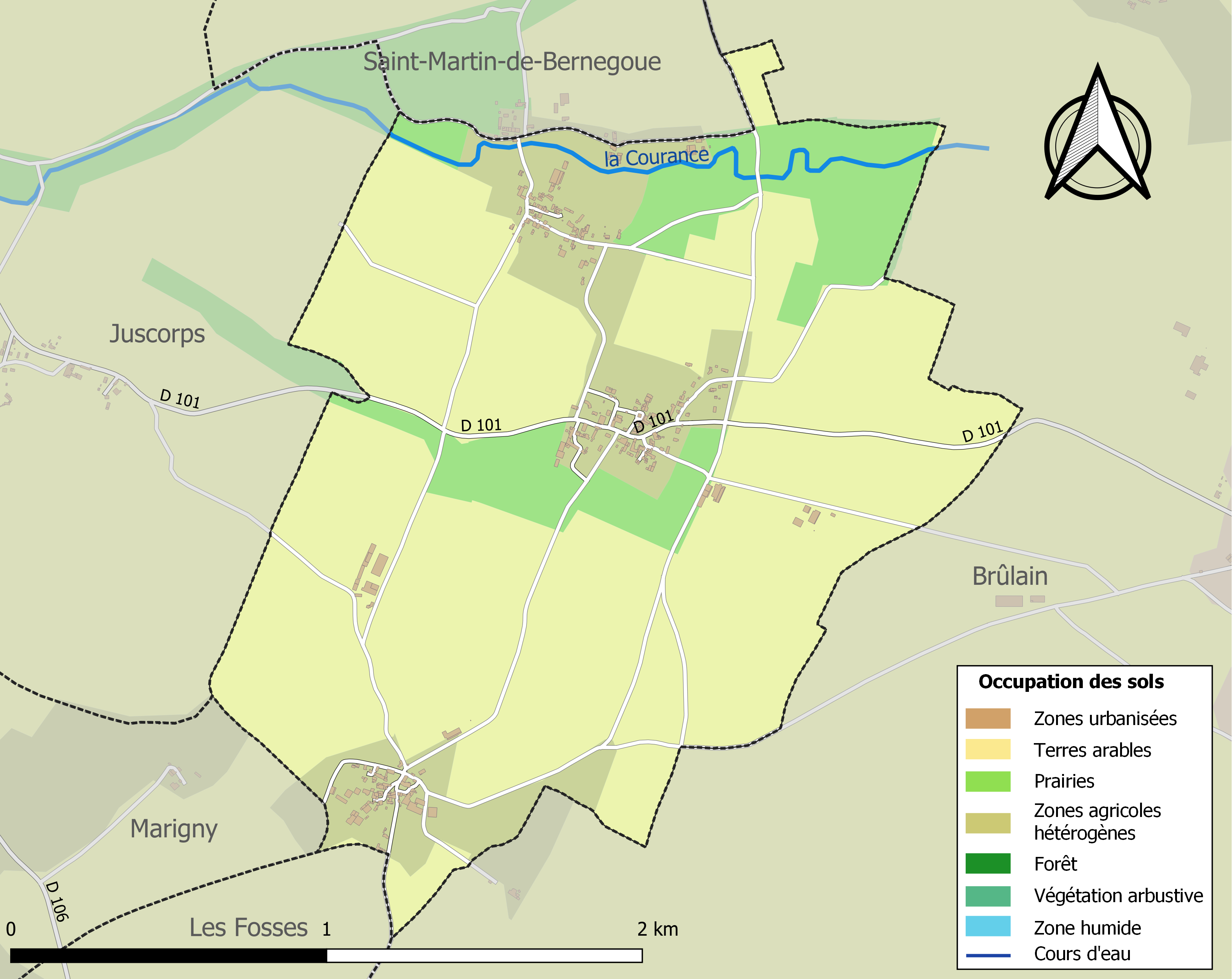
Kaart van de gemeente met de belangrijkste infrastructuur, bodemgebruik en omliggende gemeenten

## Demografie
Onderstaande figuur toont het verloop van het inwonertal (bron: INSEE-tellingen).